# Charles Dance
 Der er flere personer med dette navn, se Dance (flertydig).
Charles Dance, OBE, (født 10. oktober 1946 i Redditch, Worcestershire) er en britisk skuespiller.
Han teaterdebuterede i 1970, ved The Royal Shakespeare Company fra 1975. Han fik sin filmdebut i 1976, har vist sig som en alsidig karakterskuespiller i film som For Your Eyes Only (Strengt fortroligt, 1981), White Mischief (Farligt forfald, 1987), Good Morning, Babylon (1987; som filminstruktøren D.W. Griffith) og Alien 3 (1992). Han havde også hovedrollen i fjernsynsserien The Jewel in the Crown (Imperiets juvel, 1984).
Han har også spillet rollen som Tywin Lannister i tv-serien Game of Thrones, og hans portrættering blev godt modtaget af kritikerne.

## Udvalgt filmografi
- For Your Eyes Only (1981)
- The Golden Child (1986)
- White Mischief (1987)
- Good Morning, Babylon (1987)
- Alien 3 (1992)
- Den sidste actionhelt (1993)
- Kabloonak (1994)
- Michael Collins (1996)
- What Rats Won't Do (1998)
- Don't Go Breaking My Heart (1998)
- Hilary and Jackie (1998)
- Gosford Park (2001)
- The Life and Adventures of Nicholas Nickleby (2001)
- Dark Blue World (2001)
- Black and White (2002)
- Ali G Indahouse (2002)
- Ironclad (2011)
- Your Highness (2011)
- Underworld: Awakening (2012)
- Patrick (2013)
- Justin and the Knights of Valour (2013)
- Dracula Untold (2014)
- The Imitation Game (2014)
- Child 44 (2014)
- The Woman in Gold (2015)

### Tv-serier
- Imperiets juvel som Sgt Guy Perron (1984)
- Game of Thrones som Tywin Lannister (2011-2014)

## Computerspil
- The Witcher 3: Wild Hunt - Kejser Emhyr var Emreis, stemme (2015)